# Velika Sestrica (Pelješki kanal)
Vela Sestrica je nenaseljeni hrvatski jadranski otočić. Pripada Korčulanskom otočju, u Pelješkom kanalu, a nalazi se oko 2 km jugoistočno od Orebića. Samo 120 metara istočno nalazi se susjedni otočić Mala Sestrica, a često ih zajednički nazivaju Sestrice. Na otoku je svjetionik "Otočić Sestrica Vela – Korčula".
Njegova površina iznosi 0,11183 km2. Dužina obalne crte iznosi 1,85 km.

## Vanjske poveznice
|  | Zajednički poslužitelj ima još gradiva o temi Velika Sestrica (Pelješki kanal) |